# 김상욱 (축구 선수)
김상욱(한국 한자: 金相昱, 1994년 1월 4일 ~ )은 대한민국의 전 축구 선수이며, 포지션은 공격수였다.